# Diaconia 2013
Diaconia est le nom d'une initiative de l'Église catholique en France initiée en janvier 2011, tirant son nom de la diaconie, service de la charité envers les pauvres rendu par les Églises chrétiennes.
Ce projet ecclésial, instigué par la Conférence des évêques de France, a donné lieu à un rassemblement national de 12 000 personnes du 9 au 11 mai 2013, avec pour objet de partager les démarches mises en place en faveur des personnes pauvres, ou en situation d'exclusion sociale. Ce rassemblement a donné lieu à de nouvelles propositions ecclésiales et caritatives, et a encouragé à la créativité dans l'accompagnement des personnes marginalisées en France.

## Objectif
Diaconia 2013 pour le service des exclus, a été la « grande cause des diocèses de France », avec logo affiché en de nombreuses paroisses avec la phrase : « Diaconia 2013 Servons la fraternité », c'est-à-dire d'accompagner ces personnes dans leurs soucis de vie quotidienne, pour promouvoir leurs talents et les soulager contre leur exclusion sociale ou pauvreté. Le projet Diaconia 2013 a aussi porté comme message central : « Les pauvres ont aussi des richesses à partager ».
De manière nationale, avant le rassemblement de mai 2013, la Conférence des évêques de France a invité toutes les paroisses à faire écrire aux fidèles un « livre des merveilles » et un « livre des fragilités » pour découvrir les merveilles dans les personnes les plus vulnérables. Mais plus encore, la démarche de Diaconia consiste à refuser la spécialisation de la charité, en généralisant la pratique auprès de tous les hommes, et en montrant que sa mise en œuvre n'est pas réservée d'une façon générale aux diacres ou aux associations de solidarité. Dans sa forme, ce projet a fait suite à Ecclesia 2007.

## Rassemblements nationaux

### 9-11 mai 2013
Un rassemblement national de 12 000 personnes à Lourdes (lieu habituel des Assemblées plénières des évêques de France), du 9 au 11 mai 2013 a eu pour objet de partager les démarches mises en place en faveur des personnes vivant des situations de grande pauvreté et d'exclusion sociale.
Ce rassemblement a été essentiellement préparé par le groupe "Place et parole des pauvres", qui a introduit et conclut les deux célébrations introductives et conclusives.

#### Participants
Dans une démarche commune, se sont rassemblés les délégués diocésains à la solidarité et à la diaconie en France, des congrégations religieuses charitables (Petites Sœurs des pauvres, sœurs auxiliaires du sacerdoce, Salésiens…), et une centaine d'associations caritatives : le CCFD, le Secours catholique, la Société de Saint-Vincent-de-Paul et les Équipes Saint Vincent de Paul, la JOC…
Le projet Diaconia a notamment rassemblé, en mai 2013 puis octobre 2017, « les personnes parmi les plus pauvres et ceux qui les accompagnent ».
En mai 2013, 3 000 personnes en situation de précarité sont amenées au rassemblement national de Lourdes. Le cardinal Robert Sarah, président du Conseil pontifical Cor unum y a participé, ainsi que 86 évêques de France.

#### Liens avec le Vatican
Diaconia 2013 avait été encouragée par le pape Benoît XVI. Puis, au cours de la messe de la fête de l'Ascension, le 9 mai 2013, Mgr Bernard Housset a lu le premier message adressé aux catholiques de France par le secrétaire du pape François (élu deux mois auparavant) dans lequel il salue les participants du rassemblement de Diaconia 2013.

#### Organisation
Ce rassemblement a réuni un nombre important de propositions ecclésiales et caritatives, et a encouragé à la créativité dans l'accompagnement des personnes socialement exclues, via des forums, des célébrations, des ateliers, des mises en petites fraternités, des soirées de témoignage. Les forums « ont couvert tous les grands domaines de société : l’art, l’emploi, l’économie et la finance, le logement, la précarité, la justice, la place des femmes, l’immigration, l’éducation, le handicap, la santé, le vieillissement et le deuil… » Des théologiens, comme Étienne Grieu, ont spécialement composé des notes théologiques. Les événements de Diaconia ont aussi donné lieu à de nombreuses publications d'articles.